# Penning- och valutapolitik
Penning- och valutapolitik är en tidskrift som ges ut av Sveriges riksbank och som kommer ut 3-4 gånger per år. Tidskriften publiceras både i en svensk upplaga och i en engelsk upplaga. De resonemang som framkommer i signerade artiklar speglar artikelförfattarnas egna uppfattningar och kan inte tas som uttryck för Riksbankens uppfattning. Ansvarig utgivare är Stefan Ingves.